# Tatbir
 (janvier 2013).
Si vous disposez d'ouvrages ou d'articles de référence ou si vous connaissez des sites web de qualité traitant du thème abordé ici, merci de compléter l'article en donnant les références utiles à sa vérifiabilité et en les liant à la section « Notes et références ».

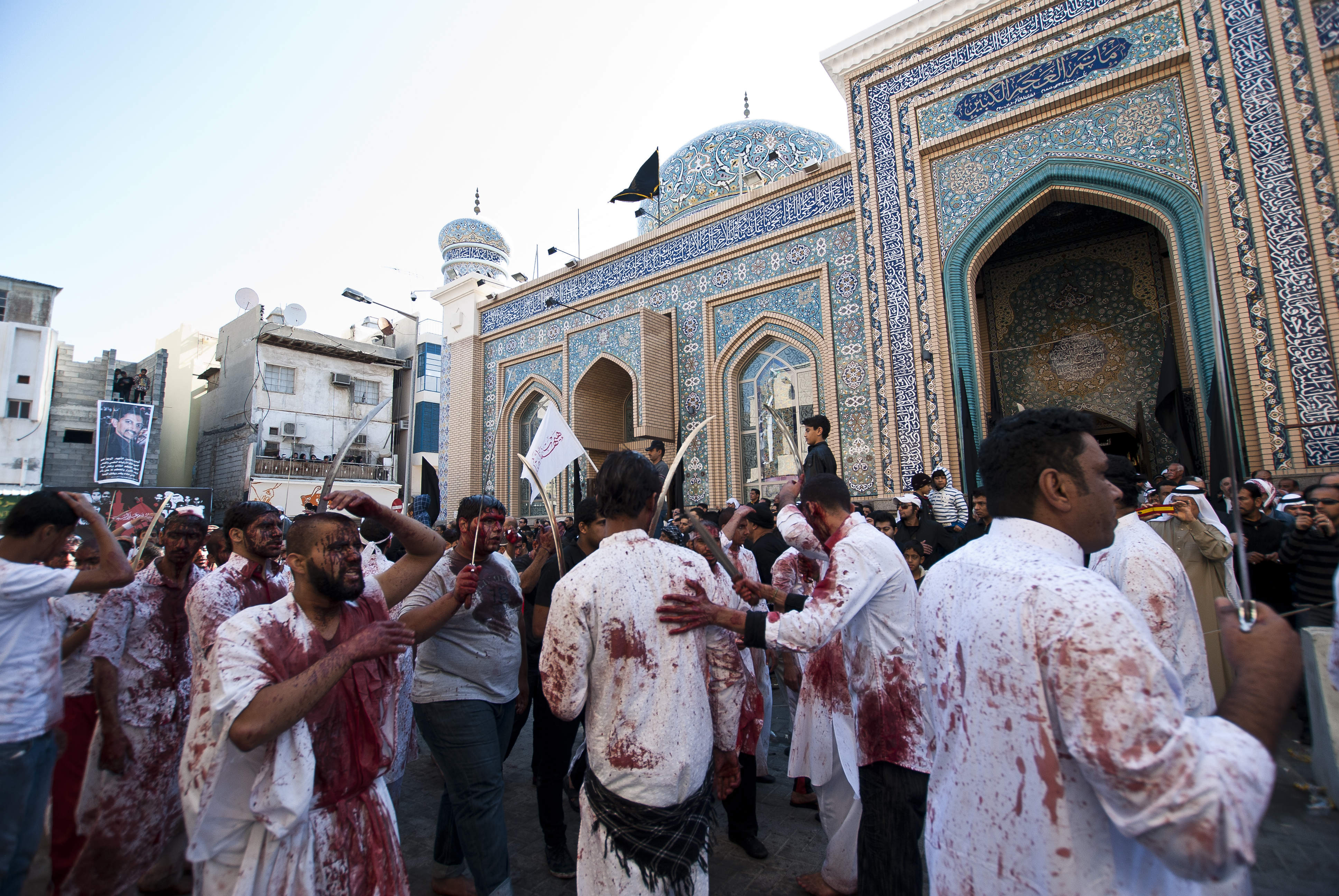
Tatbir à Bahrein en 2011.

Tatbir (arabe : تَطْبِير) est un rituel fait par certains chiites. Le tatbir consiste à se faire saigner le crâne en commémoration de la mort du jeune petit-fils de Mahomet, l'imam Hussein ibn Ali, qui a été tué à la bataille de Kerbala. Tatbir est également connu comme Qama Zani et Talwar Zani.

## Histoire de Tatbir
Le tatbir aurait été introduit par les voies maritimes reliant l'Empire ottoman au Caucase.
À Nabatieh, c'est Abd el-Hussein Charafeddine al-Musawi qui autorise le tatbir et la flagellation, alors que Al-Sayyed Mohsen al-Amin (en) s'y était opposé.
Qama Zani a été utilisé comme un moyen de deuil par des chiites dans certaines villes et des pays comme l'Irak, le Pakistan et l'Inde. (Il est dit que le message de ce deuil est que les personnes en deuil sont prêtes à sacrifier et donner leur vie dans le chemin de l'Imam Hossein)[réf. nécessaire].  La décision de Qama a toujours été un sujet de litige entre les oulémas et le Maraj'e ; il y a toujours eu deux avis différents ; certains le permettraient, d'autres l'interdisent. 
L'ayatollah Na'ini a été le premier à enseigner la décision de l'Islam sur l'utilisation de Qama. Sa fatwa a été considérée comme la base de la fatwa de l'autre Maraj'e. L'ayatollah Na'ini dit qu'il n'y a pas un seul verset ou hadith qui concerne Qama en particulier. Donc, s'il n'y a pas à craindre des dommages notables à son corps, l'utilisation de Qama est alors permis. Des dizaines d’oulémas après lui n’ont pas émis une fatwa différente, et ont simplement accepté sa fatwa. Dans le même temps, il y avait un groupe d'oulémas qui interdisait l'utilisation de Qama en raison de l'impact négatif, de la vue du sang sur les non-musulmans, et parce qu'il a été utilisé pour déformer le chiisme et lui nuire. Par exemple, l'ayatollah Seyyed Abolhasan Isfihani avait déclaré l'utilisation de Qama haram.
Non seulement ce type de deuil n'a pas été mentionné dans le hadith d'en faire l'un des "sha'air" (sacrements), il n'est même pas mustahab (qualifie une action recommandable mais non obligatoire), mais aujourd'hui les adversaires de l'Islam profitent de ces cérémonies pour dénaturer l'islam et de l'école de pensée chiite.
Ceci est la raison pour laquelle l'ayatollah Khomeini dit en réponse à une question au sujet de ces cérémonies:

« Dans une telle situation, ils ne devraient pas utiliser Qama dans les cérémonies... »

C'est pour la même raison que certains des Maraj'e comme les Ayatollahs Khamenei, Fazel, Makarem, Noori Hamedani et Tabrizi ont déclaré l'utilisation de Qama "haram". 
L'Ayatollah Khamenei dit:

« Du point de vue coutumier, le tatbir n’est pas considéré parmi les signes du chagrin. Ainsi que la tradition des imams infaillibles ne nous raconte pas l’exécution de ce fait. En outre, de nos jours, le tatbir engendre un affront et une humiliation pour la voie des imams infaillibles. C’est pour ces faits que l'on prévoit que le tatbir n’est pas permis »

Dans les années 1970, au Liban, la pratique permet la politisation des chiites sous l'impulsion de Moussa Sader. En 1994, le Hezbollah, à la suite de la décision de l'ayatollah Ali Khamenei, interdit le tatbir à ses membres. La pratique reste cependant courante, au vu de son importance culturelle : elle est un rite de passage et permet de partager les rôles entre les sexes.

## Une pratique contestée
La pratique est considérée par les sunnites, et une partie des chiites comme haram, car elle est assimilée à de l'automutilation.
Selon la majorité des Marja-e taqlids chiites, Tatbir est haram et interdit.
La pratique cause régulièrement des malaises qui sont pris en charge par les secouristes.

## Déroulement
Le tatbir a lieu pendant l'Achoura. Habillés en blanc, les hommes s’entaillent le crâne, préalablement rasé, puis frappent la plaie à l'aide du plat d'un sabre pour entretenir le saignement. Certains se flagellent jusqu'au sang avec des chaînes appelées « Zangil »,,,.